# Жабасацький сільський округ
Жабаса́цький сільський округ (каз. Жабасақ ауылдық округі, рос. Жабасакский сельский округ) — адміністративна одиниця у складі Айтекебійського району Актюбінської області Казахстану. Адміністративний центр — село Жабасак.
Населення — 1011 осіб (2021; 1678 у 2009, 2168 у 1999, 2582 у 1989).
Станом на 1989 рік існувала Жабасацька сільська рада (села Аккум, Амангельди, Жабасак, Карасу, Чапай, Шилікти) Комсомольського району. Пізніше село Амангельди було передане до складу Актастинського сільського округу. Село Карасу було ліквідовано 2019 року.

## Склад
До складу округу входять такі населені пункти:
| Населений пункт  | Колишні назви    | Населення, осіб (1989) | Населення, осіб (1999) | Населення, осіб (2009) | Населення, осіб (2021) |
| ---------------- | ---------------- | ---------------------- | ---------------------- | ---------------------- | ---------------------- |
| Аккум, село      | -                | 554                    | 526                    | 337                    | 212                    |
| Байжанколь, село | Чапай, Байжанкол | 329                    | 208                    | 193                    | 134                    |
| --Карасу, село   | -                | 406                    | 241                    | 285                    | -                      |
| Жабасак, село    | -                | 1248                   | 1193                   | 863                    | 665                    |
| Шилікти, село    | -                | 45                     | -                      | -                      | -                      |